# 田葱科
田葱科包括3-4属共6种，分布在东南亚、新几内亚和澳大利亚，中国有1属1种—田葱（Philydrum lanuginosum Banks & Sol. ex Gaertn.），分布在南岭以南区域。
本科植物为直立草本，根茎短；叶线形或剑形，基生或茎生；花两性，两侧对称，花被4，花瓣状；果实为蒴果，开裂为3瓣。
1981年的克朗奎斯特分类法将其分入百合目，1998年根据基因亲缘关系分类的APG 分类法认为应该列入鸭跖草目。

## 属
- 林葱属 Helmholtzia F.Muell.
- 光序林葱属 Orthothylax (Hook.f.) Skottsb. = Helmholtzia F.Muell.
- 小田葱属 Philydrella Caruel, 1878
- 田葱属 Philydrum Banks ex Gaertn